# Maya Nilo (Laura)
Maya Nilo (Laura) és una pel·lícula dramàtica del 2022 dirigida per Lovisa Sirén. Es tracta d'una coproducció belga, sueca i finlandesa. S'ha doblat i subtitulat al català.
La pel·lícula tracta sobre les germanes Maya i Nilo i la filla de la Nilo, la Laura, que van de viatge des de Suècia a Portugal per conèixer la mare de les germanes, que té càncer, i el fill de la Maya, en Sam, que viu a Portugal.